# Notophthalmus
Notophthalmus är ett släkte av groddjur som ingår i familjen salamandrar.
Dessa salamandrar förekommer i sydöstra USA och östra Mexiko.
Arter enligt Catalogue of Life:
- Notophthalmus meridionalis
- Notophthalmus perstriatus
- Notophthalmus viridescens